# Amat Elderic d'Orís
Amat Elderic d'Orís o Amat Eldric, conegut també com a Amat d'Orís (Orís, ? — ?, 1060) fou el primer senescal de Barcelona, del llinatge Orís, vicaris i castlans del castell d'Orís. Senyor d'Orís, Manlleu, Solterra, Voltregà, el Castell Nou de Barcelona, Clavà, Casserres, Malavella i Begur.
Fill d'Elderic d'Orís (+ 1040), vicari d'Orís, el qual era fill d'Enric d'Orís (... 1014...) i possible net de Gausfred d'Orís (+ 995), també vicari d'Orís, entrà al servei de la comtessa de Barcelona Ermessenda de Carcassona abans del 1037, durant la regència que exercí per la minoria d'edat del seu net Ramon Berenguer I. En un context marcat per l'afebliment del poder comtal barceloní i la revolució feudal protagonitzada per barons com Mir Geribert, Amat Elderic participà en diversos judicis fets a la cort comtal i aconsellà Ermessenda en el govern dels seus dominis: els comtats de Barcelona, Girona i Osona. Li foren concedits per la comtessa diversos castells, un dels quals fou el castell nou de Barcelona. Finalitzada la regència, esclataren enfrontaments entre l'anciana comtessa i el seu net, en virtut dels condomini que lligava tots dos al govern, intervenint Amat Edelric en la pacificació del conflicte. Així mateix, serví el comte de Barcelona contra Mir Geribert, rebel·lat contra l'autoritat comtal, a qui el 1055 incendià la casa de Barcelona. Casat amb Adelaida d'Hostoles, fou el pare de Pere Amat d'Orís o de Manlleu (+ 1088), senyor d'Orís, Voltregà, Manlleu i Solterra, tercer senescal dels comtes de Barcelona després del seu tutor i oncle Ramon Miró d'Aguda.